# Hitchcock (film)
Hitchcock je americký životopisný film z roku 2012. Pojednává o krátkém období života amerického režiséra Alfreda Hitchcocka. Příběh je posazen do času natáčení jeho amerického filmu Psycho. Od rozhodnutí k začátku natáčení po jeho premiéru v roce 1960.
Hlavních rolích se zhostil americký herec Anthony Hopkins a jeho ženu zahrála Helen Mirrenová. V dalších rolích postav z okolí Alfreda Hitchcocka zahráli Scarlett Johanssonová, James D'Arcy a Jessica Bielová.

## Recenze
- Hitchcock – 40% na Film CZ –